# Entremont (Haute-Savoie)
Entremont ist eine Ortschaft und eine ehemalige französische Gemeinde
mit zuletzt 664 Einwohnern (Stand 2015) im Département Haute-Savoie in der Region Auvergne-Rhône-Alpes.
Mit Wirkung vom 1. Januar 2019 wurden die früheren Gemeinden Le Petit-Bornand-les-Glières und Entremont zur Commune nouvelle Glières-Val-de-Borne zusammengeschlossen. Den ehemaligen Gemeinden wurde in der neuen Gemeinde der Status einer Commune déléguée jedoch nicht zuerkannt. Der Verwaltungssitz befindet sich im Ort Le Petit-Bornand-les-Glières.

## Geographie
Entremont liegt auf 780 m, südlich von Bonneville, etwa 20 km östlich der Stadt Annecy (Luftlinie). Das Bergdorf erstreckt sich in einem Talkessel beiderseits des Borne, inmitten der Bornes-Alpen (Teil der Savoyer Alpen), am Nordfuß des Mont Lachat. Zentraler Teil des Gebietes ist der Talkessel von Entremont, der von Süden nach Norden vom Borne durchquert wird, einem Seitenfluss der Arve. Von Südwesten mündet bei Entremont ein kurzes Seitental. Markanten Felsketten bilden die umliegenden Höhen, welche diesen Kessel umschließen. Im Nordwesten ist dies die Montagne des Auges (1909 m), im Südwesten der Mont Lachat (mit 2020 m die höchste Erhebung von Entremont) und im Osten der Roc de Charmieux (1878 m). Nach Süden reicht das Gebiet in den Défilé des Etroits, eine tief eingeschnittene Schlucht des Borne.

## Geschichte
In Entremont wurde im 12. Jahrhundert ein Priorat gegründet, das im 13. Jahrhundert zur Abtei erhoben wurde. Nach einem Neubau im 17. Jahrhundert wurde die Abtei im Zuge der Französischen Revolution aufgehoben.

## Sehenswürdigkeiten
Die ursprünglich aus dem 12. Jahrhundert stammende Dorfkirche wurde später mehrfach umgebaut und enthält eine reiche Ausstattung und einen bedeutenden Kirchenschatz. Von der Abtei aus dem 12. respektive 17. Jahrhundert sind nur wenige Reste erhalten. Ebenfalls erwähnenswert sind die Kapelle Notre-Dame de la Rivière und die Kapelle von Le Regard.
Die Berghütten („Chalets“) und traditionelle Bauernhöfe wurden auch viel von der traditionellen Savoyen Architektur geprägt.

## Bevölkerung
| Bevölkerungsentwicklung | Bevölkerungsentwicklung |
| Jahr                    | Einwohner               |
| ----------------------- | ----------------------- |
| 1962                    | 325                     |
| 1968                    | 313                     |
| 1975                    | 286                     |
| 1982                    | 288                     |
| 1990                    | 346                     |
| 1999                    | 462                     |
| 2004                    | 533                     |
| 2014                    | 667                     |

Entremont gehörte zu den kleinen Gemeinden des Département Haute-Savoie. Im Verlauf des 20. Jahrhunderts nahm die Einwohnerzahl aufgrund starker Abwanderung kontinuierlich ab (1901 wurden in Entremont noch 589 Einwohner gezählt). Seit Mitte der 1980er Jahre wurde jedoch wieder eine deutliche Bevölkerungszunahme verzeichnet, da viele Einwohner der Region aus den teuren Skigebieten La Clusaz & Le-Grand-Bornand abwandern mussten.

## Wirtschaft und Infrastruktur
Entremont war bis weit ins 20. Jahrhundert hinein ein vorwiegend durch die Landwirtschaft und Alpwirtschaft (Käseherstellung) geprägtes Dorf. Heute gibt es einige Betriebe des Kleingewerbes. Viele Erwerbstätige sind Wegpendler, die in den größeren Ortschaften der Umgebung ihrer Arbeit nachgehen.
Die Ortschaft ist verkehrsmäßig recht gut erschlossen. Die Hauptzufahrt erfolgt von Bonneville durch das Borne-Tal. Entremont befindet sich zwischen Annecy und Genf. Viele Einwohnern arbeiten entweder im Schweiz oder in der umliegenden Skigebiete. Ferner bestehen Straßenverbindungen mit Grand-Bornand und Saint-Jean-de-Sixt. Der nächste Anschluss an die Autobahn A40 befindet sich in einer Entfernung von rund 17 km.